# ExoMars

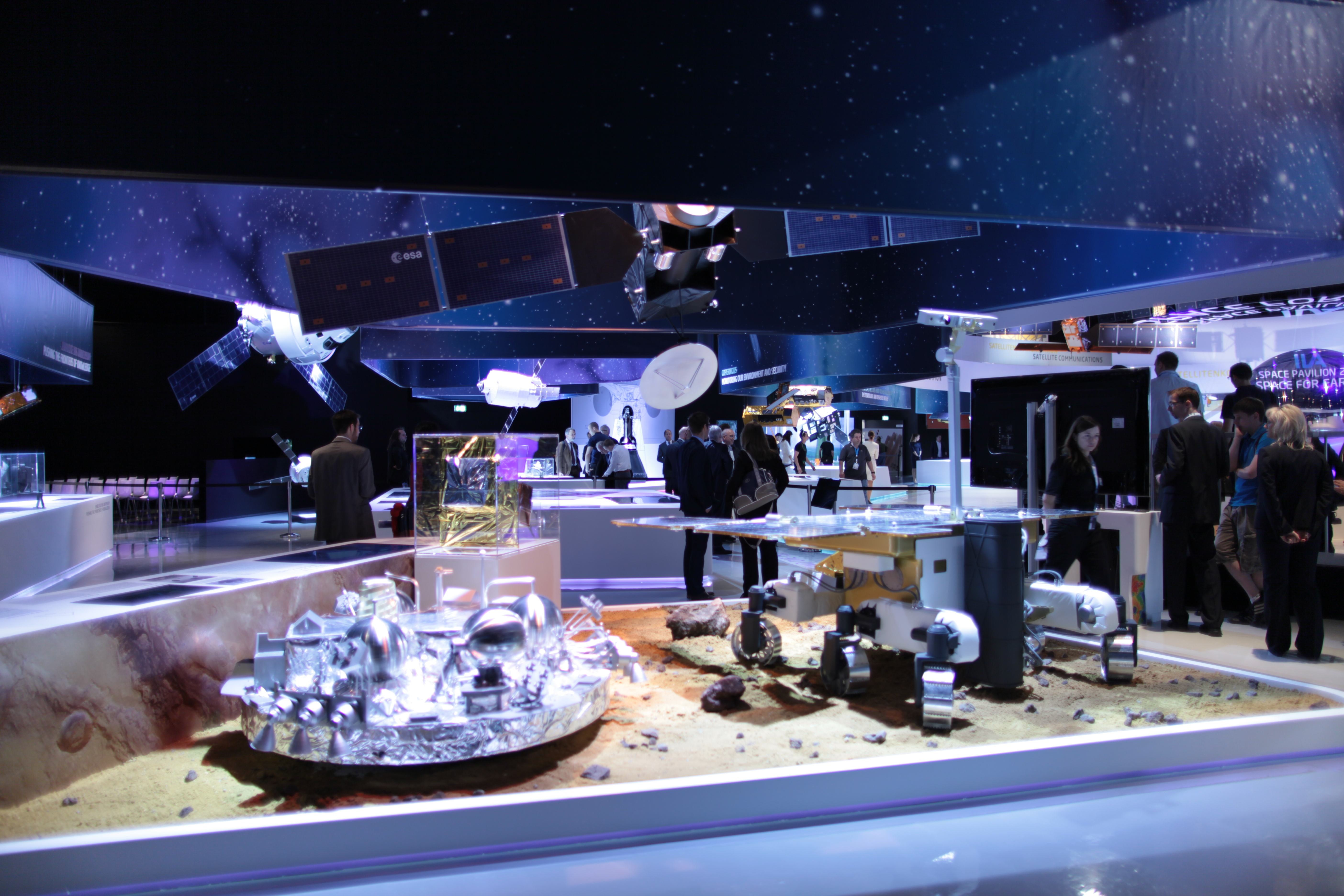
Povrchový modul Schiaparelli a rover Rosalind Franklin mise ExoMars

ExoMars je dvojdílná mise Evropské kosmické agentury a Roskosmosu na planetu Mars.
Během první části zahájené v roce 2016 byla dopravena na oběžnou dráhu Marsu atmosférická sonda, ta poté vypustila k povrchu evropský demonstrativní modul (který ovšem přestal vysílat signály během sestupu a havaroval).
Složkou druhé mise měl být ruský přistávací a povrchový modul a evropský planetární rover (první neamerický planetární rover). Částečně autonomní rover bude podobný americkým sondám MER, na rozdíl od nich ale zaměřený především na hledání stop života. Ruský přistávací modul měl dopravit na povrch také ruskou stacionární sondu, která zůstane na místě přistání a bude provádět různá vědecká měření. Rover je pojmenovaný Rosalind Franklin a povrchový modul Kazačok. Start měl proběhnout ruskou raketou Proton 20. září 2022.
Kvůli Ruské invazi na Ukrajinu v únoru 2022 členové ESA odhlasovali pozastavení společné mise s Ruskem. V červenci 2022 ESA úplně ukončila spolupráci na projektu s Ruskem. ESA plánuje využit novou přistávací platformu a start mise se (podle informací z roku 2022) nepředpokládá dříve než v roce 2028.

## Historie

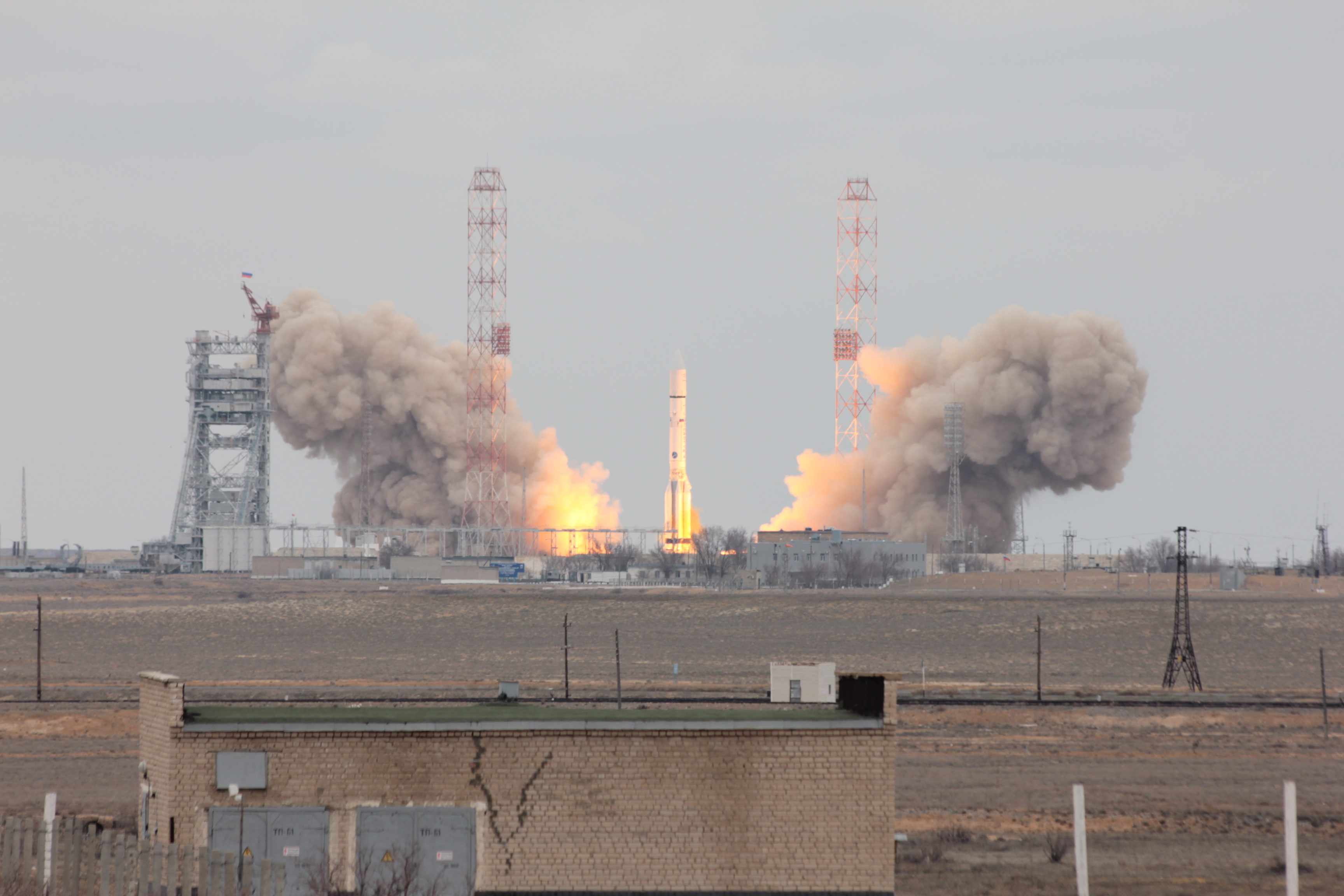
Proton-M a start mise ExoMars 2016 z kosmodromu Bajkonur

Sonda ExoMars byla vypuštěna do vesmíru dne 14. března 2016 raketou Proton-M z kosmodromu Bajkonur. Signály ze sondy byly úspěšně přijaty v 21:29 GMT téhož dne, které potvrdily, že start byl úspěšný a sonda je na cestě k Marsu.
Přistávací modul Schiaparelli se oddělil od sondy 16. října a orbiter dorazil na oběžnou dráhu Marsu o čtyři dny později. Schiaparelli 19. října začal klesat na povrch Marsu rychlostí 21 000 km/h. 20. října však ESA oznámila, že s tímto modulem ztratila spojení méně než minutu před plánovaným přistáním. Schiaparelli mířil na plánované místo v pláni Meridiani Planum a padák se v pořádku otevřel. Ovšem počítač špatně vyhodnotil výšku a přistávací sekvence byla aktivována předčasně, padák a tepelný štít se rozvinul a dobrzdění se aktivovalo ve výšce 3,7 km, to neumožnilo správné přistání a modul havaroval při rychlosti 540 km/h.
Orbiter se 19. října 2016 dostal na oběžnou dráhu až 98 000 km nad planetou. Trysky snížily rychlost a oběžnou dráhu kosmické lodi na 400 km a v dubnu 2018 byly zahájeny hlavní vědecké činnosti. Měl by také poskytovat telekomunikačními spojení pro druhou misi.
Druhá mise byla odložena z roku 2020 na rok 2022 v důsledku problémů s padáky. Spuštění druhé mise ExoMars bylo plánováno během dvanáctidenního okna od 20. září 2022 a přistání na Marsu je plánováno na 10. června 2023. Kvůli Ruské invazi na Ukrajinu byl zrušen start v roce 2022, ESA plánuje celý projekt restartovat.

## Cíle mise

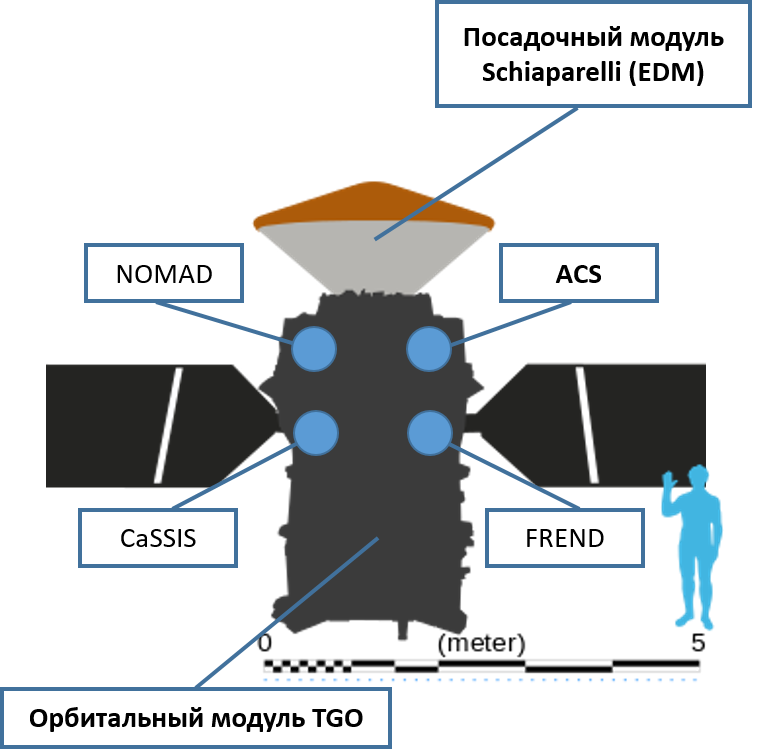
Moduly první mise ExoMars 2016

Hlavní vědecké cíle mise ExoMars jsou:
- studium biologických aspektů prostředí povrchu Marsu a hledání (případných pozůstatků) života
- charakterizace marsovské geochemie a výskytu vody
- identifikace možných rizik na povrchu pro případné budoucí pilotované lety
- zlepšení znalosti marsovského prostředí a geofyziky

Další cíle se týkají vývoje nových či v ESA dosud nevyzkoušených technologií. Ty jsou klíčové nejen k úspěchu mise ExoMars, ale také pro následující mise zahrnující jak robotický průzkum, tak případné pozdější pilotované lety k rudé planetě. Jde především o:
- přistání velkých objektů na povrchu Marsu
- využití sluneční energie pro pohon robotů na Marsu
- zvládnutí autonomní navigace a samotného pohybu po povrchu Marsu
- vývoj avioniky použitelné pro další mise projektu Aurora umožňující tak snížení nákladů

## Struktura první mise

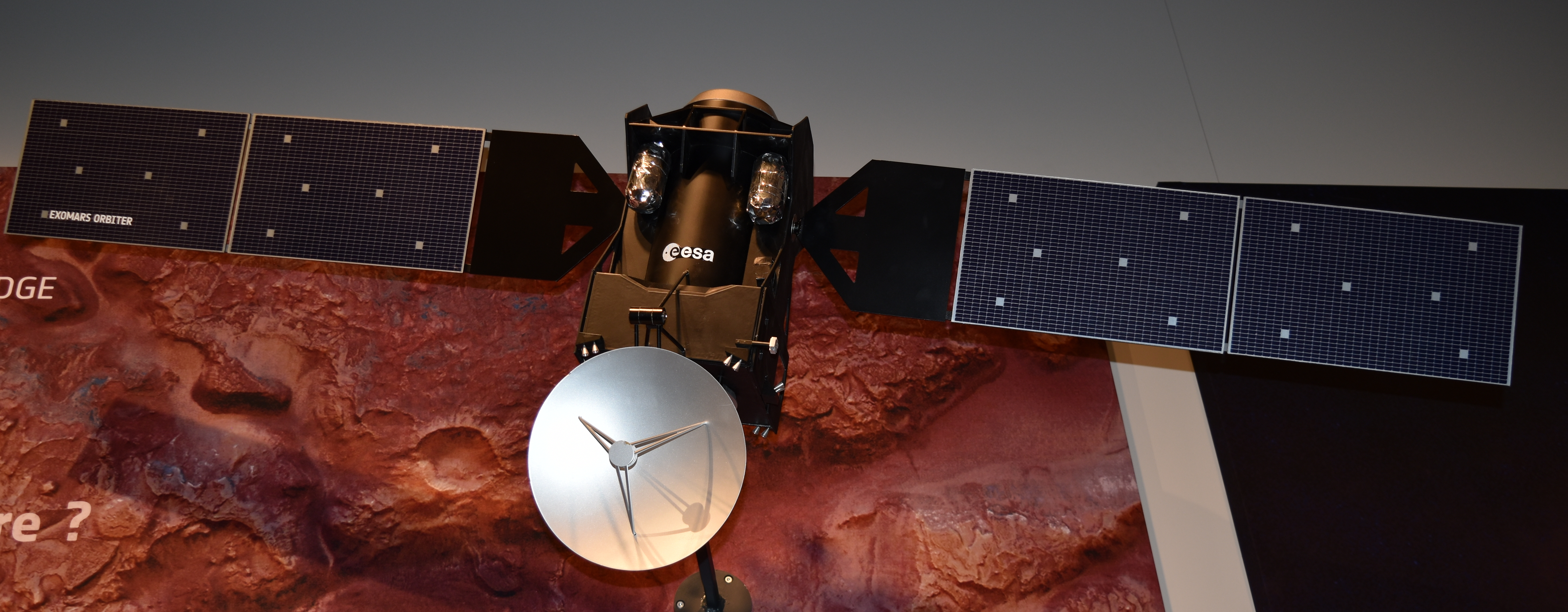
Model ExoMars orbiteru

ESA poskytla pro první misi orbiter a demonstrativní přistávací modul Schiaparelli a Roskosmos zajistil vypuštění do vesmíru pomocí nosné rakety Proton M a dva přístroje do orbiteru. Mise dorazila k Marsu v říjnu 2016.

### Orbiter
Orbiter měl mít původně úlohu pouhého nosiče – neměly v něm být žádné vědecké přístroje ani technologická zařízení pro přenos dat z povrchu zpět na Zemi, k tomuto účelu měla být využita americká sonda Mars Reconnaissance Orbiter. Později byla přeměněna na plnohodnotnou vědeckou sondu, čímž také odpadla potřeba spoléhat se na přenos dat přes MRO.
Vědecká užitečná hmotnost je okolo 114 kg. Belgický NOMAD a ruský ACS poskytne infračervený a ultrafialový analyzátor. Švýcarský stereo fotoaparát CaSSIS má rozlišení až 4,5 m na pixel. Ruský FREND je neutronový detektor, který může poskytnout informace o přítomnosti vodíku až do hloubky 1 m pod povrchem.

### Přistávací modul
Evropský testovací přistávací modul první mise se odpojil několik dní před příletem k Marsu od vlastní sondy a po balistické křivce rovnou vstoupil do atmosféry Marsu. Tam se zhruba ve výšce 120 km nad povrchem aktivoval přistávací systém, který ovšem selhal a neumožnil tak měkké přistání na planetě.

## Struktura druhé mise

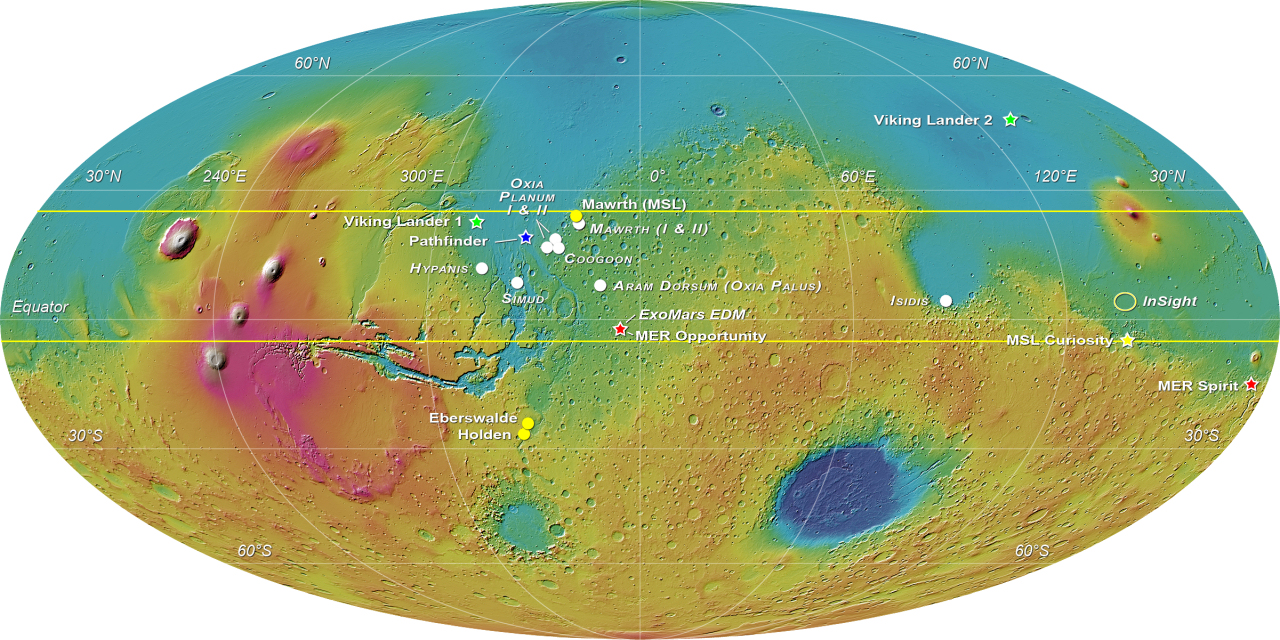
Přistávací místo na Marsu pro misi ExoMars

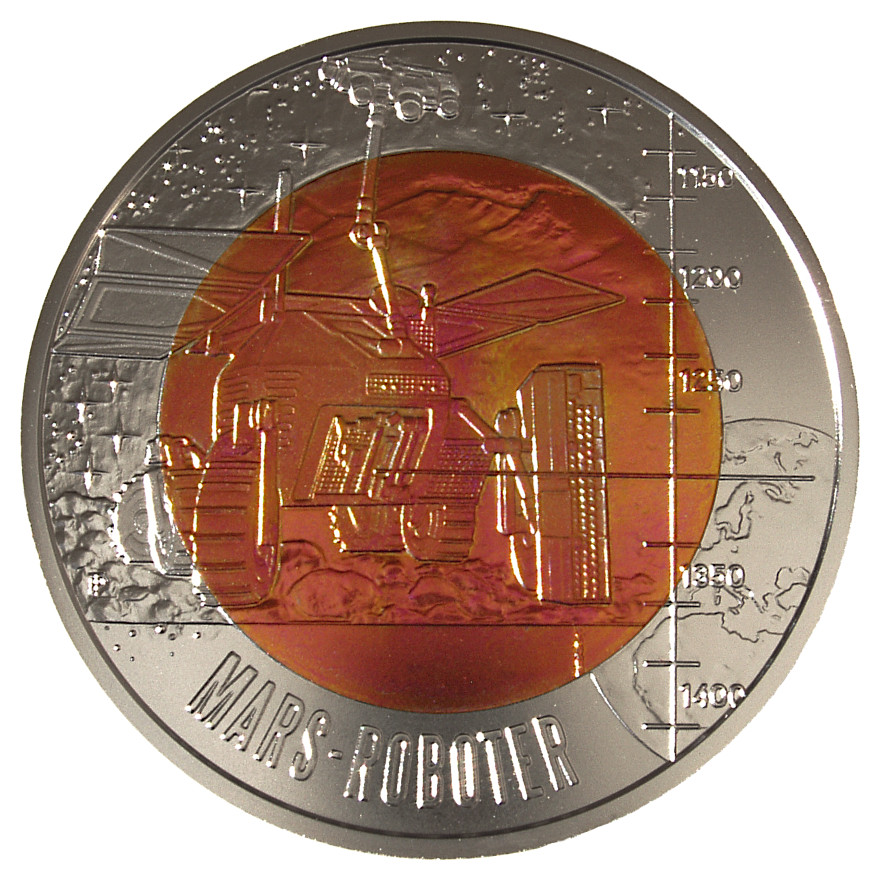
Rakouské Euro s ExoMars roverem

Pro druhou misi, naplánovanou na červenec 2020, poskytne ESA nosný modul, většinu součástek roveru a Roskosmos znovu vypuštění raketou Proton, většinu součástí (okolo 80%) přistávacího modulu a různé přistroje do roveru. Ruský přistávací modul bude 1800 kg těžký, postavený na platformě odvozené od Schiaparelli EDM modulu. Modul provede průzkumné vrty až do hloubky dvou metrů. Povrchový modul a mechanismus, který dostane rover na povrch bude postaven společností NPO Lavočkina, ta v minulosti vyrobila například úspěšné Lunochody.

### Povrchový modul Kazačok
Očekává se, že ruský povrchový modul bude fotografovat místo přistání, monitorovat klima, zkoumat atmosféru, analyzovat radiační prostředí, studovat rozložení jakékoliv podpovrchové vody na místě přistání a provádět geofyzikální měření vnitřní struktury Marsu.
Produkci povrchového modulu vede Roskosmos, ale jeho součástí budou také dva evropské nástroje a čtyři evropské součástky v ruských nástrojích. Vědecká užitečná hmotnost je asi 45 kg a skládá se z nástrojů:
- LaRa - studium vnitřní strukturu Marsu a přesné měření rotace a orientace planety, vyvinuto Belgií.
- HABIT - měření množství vodní páry v atmosféře, změny v teplotách země a vzduchu a UV záření, vyvinuto Švédskem.
- METEO-M je meteorologická stanice produkovaná Ruskem. Její součástí je snímač tlaku a vlhkosti (METEO-P, METEO-H) vyvinutý Finskem, radiační a prachové snímače (RDM), vyvinuté Španělskem a anizotropní magneto-odporový snímač pro měření magnetických polí (AMR) vyvinutý Španělskem.
- MAIGRET je magnetometr vyvinutý Ruskem. Jeho součástí bude analyzátor vln (WAM) vyvinutý Českou republikou.
- TSPP - sada kamer pro charakterizaci prostředí přistávací plochy, vyvinuto Ruskem.
- BIP - rozhraní přístroje a paměťová jednotka, vyvinuto Ruskem.
- FAST - infračervená spektroskopie s Fourierovou transformací pro studium atmosféry, vyvinuto Ruskem.
- ADRON-EM - aktivní neutronový spektrometr a dozimetr, vyvinuto Ruskem.
- M-DLS - vícekanálový diodový laserový spektrometr pro atmosférické měření, vyvinuto Ruskem.
- PAT-M - radiový teploměr pro teploty půdy, vyvinuto Ruskem.
- Dust Suite - sada přístrojů na měření velikosti částic prachu a jejich vliv na atmosféru, vyvinuto Ruskem.
- SEM - seismometr vyvinutý Ruskem.
- MGAP - plynová chromatograficko-hmotnostní spektrometrie, vyvinuto Ruskem.

### Rover Rosalind Franklin

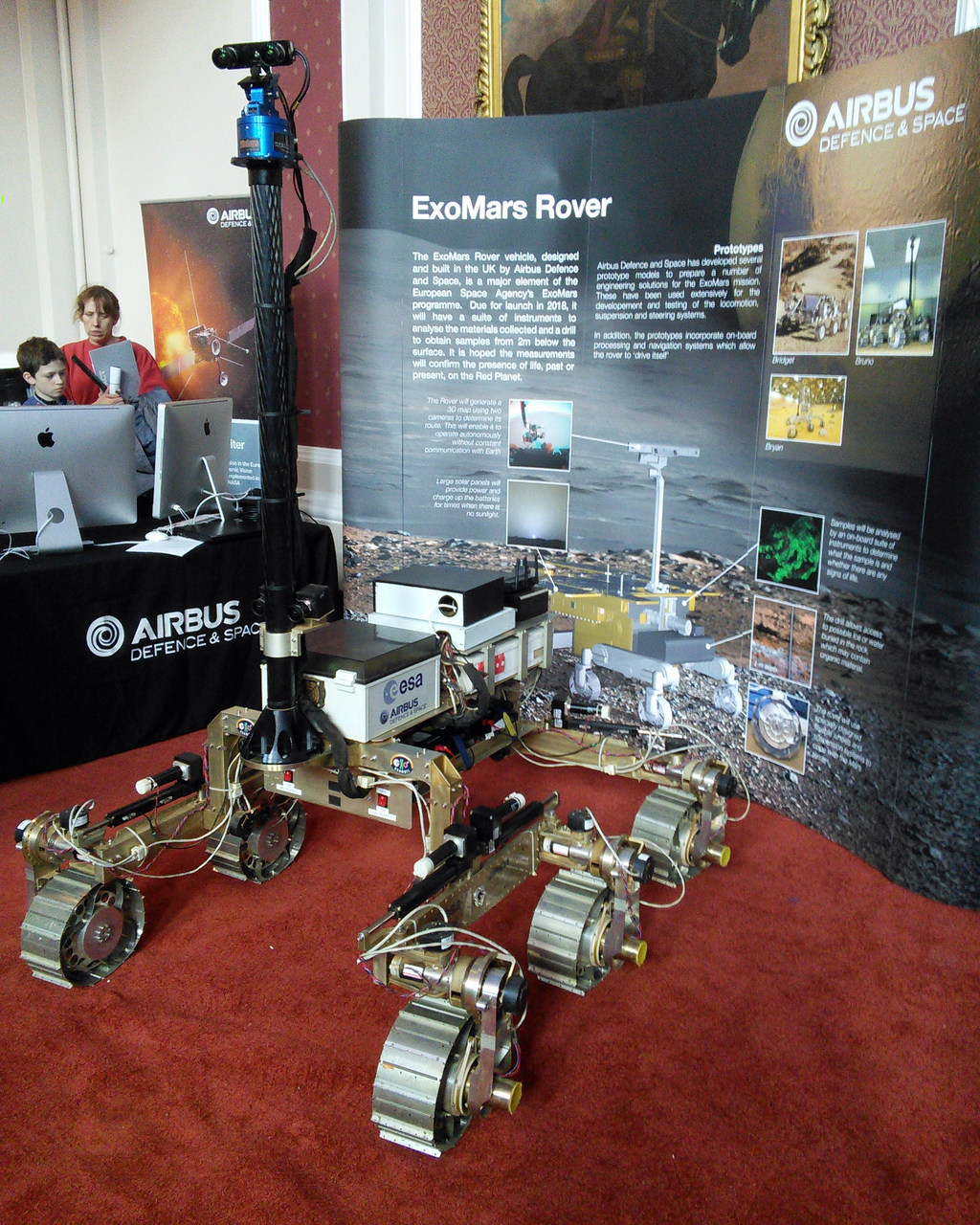
Prototyp roveru ExoMars v Cambridge (2015)

Rover bude hlavním nákladem přistávacího modulu druhé mise. Provoz mise a komunikace se bude řídit ze střediska Altec v Itálii. Produkci roveru vede ESA, ale jeho součástí budou také čtyři ruské nástroje.
Bude vážit zhruba 240 kg a bude vybaven 6 nezávislými koly a systémem autonomní navigace. Navíc bude vybaven přístroji zajišťujícími odebírání vhodných vzorků:
- vrták schopný vyhloubit vrt do hloubky až 2 metrů a odebrat vzorek
- automatická paže schopná odběru vzorků na povrchu
- SPDS – dopravní systém schopný dopravit získané vzorky pro analýzu ve vědeckém modulu Pasteur

Na jaře 2006 proběhlo úspěšné testování předběžného designu podvozku roveru firmou EADS-Astrium na vulkanických pláních sopky El Teide na Kanárských ostrovech.

#### Modul Pasteur
Nejdůležitější součástí roveru pak bude sada vědeckých instrumentů, které se mají zaměřit na hledání stop života (ať již mrtvého či případně žijícího) pojmenovaná po významném francouzském mikrobiologovi a chemikovi Louisi Pasteurovi. Ty jsou rozděleny do čtyř kategorií podle metod, kterých používají k výzkumu:
panoramatické nástroje (přístroje s panoramatickým a dálkovým dosahem, některé z nich zkoumající i podzemí):
- panoramatický kamerový systém
- infračervený spektrometr
- podzemní radar spolupracující s podobným zařízením na GEPu
- permitivní sonda určená k hledání podpovrchové vody a ledu
- neutronový analyzátor určený k hledání podpovrchové vody a ledu
- radonový senzor určený k hledání podpovrchové vody

kontaktní nástroje (přístroje zkoumající povrch a horniny přímým kontaktem)
- přibližovací kamera
- Mössbauerův spektrometr
- APXS spektrometr
- vrtací souprava

analytické laboratorní nástroje (přístroje umístěné uvnitř roveru a zkoumající získané vzorky)
- mikroskop
- Ramanův spektrometr
- MOD – detektor organického materiálu
- GC-MS - detektor organických molekul
- LMC - detektor produktů minulého či přítomného života
- MOI – senzor oxidovaných materiálů
- XRD – mineralogický rentgenový difraktometr

rizikové a environmentální nástroje (přístroje pro výzkum marťanského prostředí)
- senzor ionizační radiace měřící intenzitu kosmického a slunečního záření
- ultrafialový spektrometr
- prachový analyzátor
- environmentální modul pro meteorologické studie

#### Ruské nástroje v roveru
- ISEM – infračervený spektrometr
- ADRON-RM - neutronový spektrometr k určení množství podpovrchové hydratace a případné přítomnosti vodního ledu
- Fourierový spektrometr k měření teploty a aerosolu
- Radioizotopové topné jednotky

### Zrušený geofyzikální a environmentální modul (GEP)
Stacionární modul GEP navazoval na myšlenku zrušeného projektu NetLander (vybudování sítě geofyzikálních stacionárních modulů na povrchu Marsu) – jde o soubor přístrojů, které budou provádět kontinuální fyzikální měření a díky své dlouhé životnosti (přes 6 let) budou moci být později propojeny do sítě s dalšími jim podobnými moduly. Díky tomu je velká šance na postupné vybudování potřebné vědecké sítě během následujícího desetiletí.
Modul měl obsahovat experimenty:
- SEIS – sada dlouho i krátkoperiodických seismometrů, z jejich záznamů bude poprvé moci být přesně rekonstruována vnitřní stavba planety Mars
- ATM – meteorologické experimenty (měření větru, vlhkosti, teploty, tlaku ap.)
- AEP – pro měření atmosférické elektřiny
- HP3 – komplexní krtkovací sonda, která má proniknout až do hloubky 5 m (měření hustoty, tepelného toku ap.)
- MAG – přesný magnetometr
- GPR – podzemní radar umožňující zobrazení mělké struktury kůry (např. rezervoárů vody či ledu) spolupracující s podobným zařízením umístěným na roveru
- RadioScience – pro geodetická měření a výzkum ionosféry
- MEDUSA – prachový senzor
- IRAS – detektor ionizovaných částic

Některé z přístrojů měly být zkombinovány s environmentálními experimenty z modulu Pasteur, které byly přeřazeny z roveru do tohoto stacionárního modulu. Z energetického hlediska a také vzhledem k dlouhé plánované životnosti se jeví nepraktické použití solárních článků a zřejmě bude použit RTG zdroj.
Celý modul GEP se však ESA z úsporných důvodů rozhodla z mise vyřadit.